# Strawberry (Kalifornija)
Strawberry je naseljeno područje za statističke svrhe u američkoj saveznoj državi Kalifornija. Prema popisu stanovništva iz 2010. u njemu je živjelo 5.393 stanovnika.